# Dactylochelifer brachialis
Dactylochelifer brachialis es una especie de arácnido del orden Pseudoscorpionida de la familia Cheliferidae.

## Distribución geográfica
Se encuentra en Asia Central.